# Zofia Węgierska
Zofia Węgierska, née Kamińska le 16 septembre 1822 à Górki Borze et morte le 8 novembre 1869 à Paris est une écrivain et journaliste polonaise, émigrée en France.

## Biographie
Zofia est la fille du poète Ludwik Kamiński et de Barbara Walknowska.
Elle travaille pour le magazine Przegląd Naukowy de Varsovie.
Après un premier mariage avec Edmund Mielęcki, elle épouse en secondes noces Felix Węgierski, en 1848 à Wrocław. Le couple est obligé d'émigrer en France et arrive à Paris en 1850.
Węgierska est correspondante pour le mensuel Biblioteka Warszawska, elle y publie de nombreux articles sur les mouvements littéraire, artistique et scientifique de Paris. C’est par ses « chroniques parisiennes » que les lecteurs polonais sont informés de la reconnaissance des travaux de Boucher de Perthes, et en particulier de l’affaire de la mâchoire de Moulin-Quignon. En 1864, Zofia Węgierska publie un compte rendu des discussions de l’Académie des sciences au sujet de la théorie de Darwin et l’analyse de l’Académie de Origin of Species.
Elle est également l'auteur de plusieurs ouvrages pour enfants, sous le pseudonyme "Bronisława Kamińska".
Elle est une amie proche de Cyprian Kamil Norwid qu'elle reçoit dans son salon, ainsi qu'épisodiquement d'autres personnalités comme Seweryn Goszczyński, Józef Bohdan Zaleski, Zygmunt Szczęsny Feliński ou Józef Ignacy Kraszewski.
Elle meurt le 8 novembre 1869 et ses restes sont transférés au Cimetière des Champeaux de Montmorency.